# Letteratura africana
La letteratura africana è, in genere, l'insieme delle opere letterarie di autori appartenenti alle popolazioni indigene dei paesi dell'Africa al di sotto del deserto sahariano (e in alcuni casi alle popolazioni nere del Corno d'Africa); si escludono in altre parole sia la letteratura dei Berberi del Sahara e del bacino del Mediterraneo che le opere di autori nati o vissuti in Africa ma di origine e cultura sostanzialmente europea.
L'alfabetizzazione si è diffusa in Africa subsahariana nel XIX secolo, in seguito all'opera dei missionari cristiani; la letteratura africana precedente all'incontro con le culture europee è quindi quasi integralmente costituita da tradizione orale. 
In epoca coloniale, molti africani ebbero modo di studiare nelle scuole degli europei, e di venire in contatto con la tradizione letteraria del paese colonizzatore; in questo periodo cominciarono quindi ad apparire romanzi, racconti, opere teatrali e poesie di autori africani. Soprattutto nel periodo tardo coloniale e post coloniale, la matrice europea della letteratura africana fu deliberatamente messa in discussione, e la letteratura africana iniziò a recuperare elementi tradizionali e linguistici indigeni (non raramente, nel contesto di una critica anche politica verso il colonialismo e i suoi effetti).

## Aspetti comuni
La letteratura africana include in effetti un vasto insieme di produzioni letterarie di paesi con culture e tradizioni anche radicalmente diverse. Non si può neppure parlare di letterature nazionali, in quanto ogni nazione africana in genere conta più gruppi sociali che presentano caratteristiche culturali diverse (per esempio, lo scrittore Chinua Achebe non si autodefiniva "nigeriano", ma "ibo"). 
A questa eterogeneità culturale originaria si è andata ad aggiungere quella legata alla colonizzazione da parte di diverse potenze europee (Francia, Inghilterra, Germania e così via) che hanno portato la propria lingua e la propria tradizione letteraria. Ciononostante, è possibile identificare alcuni tratti comuni praticamente a tutte le letterature africane subsahariane.

### Aspetti linguistici
Un tratto che accomuna le letterature africane è la diglossia, ovvero il ricorso più o meno frequente alla lingua tradizionale dello scrittore. A volte tali espressioni sono tradotte nel testo, altre non sono affatto tradotte (o perché intraducibili, o perché giudicate più consone al soggetto della narrazione, in genere ambientata nel paese natio dello scrittore). Le lingue europee sono talvolta usate nella loro forma standard, ma spesso sono anche applicate nella forma modificata dall'uso africano, fino all'estremo del pidgin; particolare dignità letteraria ha assunto il pidgin inglese-nigeriano, nell'ambito della letteratura nigeriana, con le opere di Cyprian Ekwensi (Jagua Nana, 1961), Chinua Achebe (Anthills of the Savannah), Ken Saro-Wiwa e Amos Tutuola (Il bevitore di vino di palma, 1952).

### Contenuti tradizionali
Altri tratti comuni delle letterature africane dipendono dagli aspetti di omogeneità delle stesse culture africane. Uno di questi è il riferimento costante, esplicito o implicito, alla tradizione orale, che in tutta l'Africa subsahariana è in genere costituito da un vasto patrimonio immateriale di storie popolari, leggende, miti e favole che riguardano i temi più svariati, dalle regole giuridiche alle cosmogonie. Le opere letterarie africane tendono ad avere una voce narrante che utilizza lo stile e il linguaggio tipiche della storia recitata dai griot e dagli anziani, incluso per esempio il frequente uso di proverbi. 
Altri elementi ricorrenti riconducibili alla tradizione orale sono un concetto di tempo non sempre lineare, l'inclusione di una dimensione magica come aspetto normale della realtà, l'ironia e il sarcasmo come strumenti per affrontare la dura realtà del quotidiano. 
Molti di questi elementi si trovano in una delle prime opere letterarie africane di rilievo, Il bevitore di vino di palma di Amos Tutuola (1952), che è in effetti una favola Yoruba tradotta in inglese.
Una peculiare forma di letteratura orale, spesso incentrata sull'improvvisazione, è il racconto di caccia, nel quale vengono non solo alternati episodi umoristici e drammatici, ma anche fusi momenti di danza, di recitazione, di pantomima, evidenziando che la scissione tra gesti, suoni e parole non è ancora stata ancora compiuta.

### Ruolo dello scrittore
Sempre in accordo con la tradizione orale precoloniale, il narratore-scrittore delle opere letterarie africane si pone idealmente come guida e maestro della sua gente. Nel contesto del declino del colonialismo, questa funzione assunse naturalmente, quasi ovunque, connotazioni politiche. Lo scrittore si pose dapprima come critico della potenza imperiale, e poi come critico dei governi corrotti che si sostituirono in molti paesi dell'Africa agli europei nel periodo immediatamente successivo all'indipendenza. Non di rado gli scrittori africani pagarono personalmente il prezzo di questo impegno politico: alcuni con la prigione (per esempio i nigeriani Wole Soyinka e Achebe o il keniano Ngugi wa Thiong'o), altri addirittura con la vita (il nigeriano Saro-Wiwa).

## Letteratura precoloniale
Quasi ovunque nell'Africa subsahariana, l'alfabetizzazione fu portata dai missionari cristiani nel XIX secolo. Con rare eccezioni (per esempio le Sorabe, le "grandi scritture" malgasce, scritte con l'alfabeto arabo), e la letteratura swahili delle civiltà della costa dell'Africa orientale, la letteratura precoloniale coincide con la sola tradizione orale. Canzoni, poesie, storie popolari, miti e leggende erano tramandate per intrattenere i bambini, per preservare valori sociali e religiosi, e in alcuni casi per tramandare il ricordo storico o pseudostorico di grandi eventi o personaggi del passato.
Uno dei canoni più diffusi nella tradizione orale africana è il racconto di un "trucco" usato da un animale di piccole dimensioni per sopravvivere all'incontro/scontro con un predatore. Alcuni "animali astuti" della tradizione sono protagonisti di numerose storie e ricordati con un proprio nome: esempi sono Anansi, un ragno del folklore Ashanti (Ghana); Àjàpá, una tartaruga della tradizione Yoruba (Nigeria) e Sungura, una lepre di cui trattano numerose storie dell'Africa orientale e centrale.

### Letteratura swahili precoloniale
In questo panorama fa eccezione soprattutto l'Africa swahili, che a partire dal XVIII secolo sviluppò una letteratura propria, di ispirazione araba e islamica ma con contenuti e persino generi letterari indigeni. La forma di composizione predominante in questa cultura era l'utenzi, un tipo di poema basato su una metrica specifica. Le opere di questa tradizione includono poemi epici (Utenzi wa Tambuka), religiosi (Utenzi wa Shufaka) e morali (Utenzi wa Mwana Kupona).

## Letteratura coloniale
Durante il periodo coloniale, gli indigeni africani appresero la lingua del paese colonizzatore (e talvolta anche una certa familiarità con la sua letteratura) e ricevettero contemporaneamente l'alfabetizzazione; la conseguenza fu la pubblicazione delle prime opere letterarie africane in lingue europee. Il tema di queste opere è spesso legato alle vicende della tratta degli schiavi africani; è celebre per esempio l'opera di Olaudah Equiano, uno schiavo liberato che racconta la propria vita in The Interesting Narrative of the Life of Olaudah Equiano, or Gustavus Vassa the African ("L'interessante racconto della vita di Olaudah Equiano, o Gustavo Vassa l'Africano", 1789). Nello stesso periodo emergono le prime opere di scrittori bianchi vissuti, o talvolta anche nati, nelle colonie; un esempio celebre è The Story of an African Farm ("La storia di una fattoria africana", 1883) della scrittrice sudafricana Olive Schreiner.
Se si esclude l'opera di Equiano, il primo romanzo scritto da un nero africano a ricevere importanti consensi in Europa fu Ethiopia Unbound: Studies in Race Emancipation ("Etiopia liberata: studi sull'emancipazione della razza", 1911) dello scrittore della Costa d'Oro (oggi Ghana) Joseph Ephraim Casely-Hayford. Uno dei più celebri romanzi africani precedenti alla seconda guerra mondiale è il già citato romanzo di Amos Tutuola, Il bevitore di vino di palma (scritto negli anni quaranta, ma pubblicato solo nel 1952).
La prima opera teatrale scritta da un nero africano fu The Girl Who Killed to Save: Nongquase the Liberator ("La ragazza che uccideva per salvare: Nongquase la liberatrice", 1935) del sudafricano Herbert Isaac Ernest Dhlomo. In Africa orientale, il primato spetta a The Black Hermit ("L'eremita nero", 1962) del keniota Ngugi wa Thiong'o, una storia educativa sul "tribalismo" (il razzismo fra tribù). Ngugi sarebbe poi diventato uno degli scrittori di spicco del Kenya post coloniale.
In periodo tardo-coloniale (dopo la seconda guerra mondiale), la letteratura africana iniziò a connotarsi in modo sempre più decisamente politico e indipendentista. Oltre che per i temi trattati, spesso orientati alla critica del colonialismo e alla denuncia del suo impatto sulla cultura e sulla società indigene, la letteratura tardo-coloniale si pone come indipendentista anche nella scelta delle forme, che frequentemente mirano a una riscoperta e rivalutazione della tradizione culturale e linguistica locale. Nelle colonie francesi un tema comune è quello della négritude. Fra le opere più rappresentative di quest'epoca va citata la raccolta Anthologie de la nouvelle poésie nègre et malgache de langue française ("Antologia della nuova poesia nera e malgascia in francese", 1948), compilata e pubblicata dal poeta Léopold Sédar Senghor, che in seguito sarebbe diventato Presidente del Senegal. La prefazione di quest'opera imponente fu firmata da Jean-Paul Sartre.

## Letteratura postcoloniale
Con la conquista dell'indipendenza da parte delle colonie, a partire dagli anni cinquanta e anni sessanta, la letteratura africana conobbe un momento di grandissimo sviluppo, con l'emergere di numerosi nuovi autori, spesso riconosciuti a livello internazionale (nel 1986, il Premio Nobel per la letteratura fu assegnato al nigeriano Wole Soyinka).
In parte, la letteratura post coloniale deriva direttamente, per temi e scelte stilistiche, da quella dell'ultimo periodo coloniale: per esempio, si tratta del rapporto conflittuale fra la cultura occidentale e quella indigena e si continua la riscoperta della tradizione locale. A questi elementi si va ad aggiungere la denuncia dei nuovi problemi delle nazioni africane post coloniali, quali la corruzione del mondo politico, le disuguaglianze economiche della nuova società, la dittatura, il dramma delle guerre civili. In questo periodo si affiancano le opere scritte nelle lingue coloniali (soprattutto inglese, francese, portoghese) e le prime opere scritte completamente in lingue africane (per esempio, le opere in lingua gikuyu d Ngugi wa Thiong'o). Dopo l'indipendenza diventano anche molto più numerose le scrittrici, e la condizione della donna diventa un tema importante.

### Chinua Achebe
La nascita della letteratura africana post-coloniale si fa generalmente coincidere con la pubblicazione del romanzo Il crollo (Things Fall Apart, 1958) del nigeriano ibo Chinua Achebe. La storia è ambientata nella Nigeria di fine Ottocento. La vicenda del protagonista, Okonkwo, coincide con l'avvento del dominio coloniale. Lo scopo dell'opera è la rappresentazione della cultura africana nativa (ibo), che la dominazione europea avrebbe in seguito in gran parte modificato e distorto. Quando il protagonista del romanzo torna al villaggio, dopo sette anni d'esilio, trova una comunità irriconoscibile, divisa tra cristiani e non cristiani; di fronte alla fine del vecchio mondo, Okonkwo si uccide. Il "crollo" a cui allude il titolo dell'opera è quindi inteso come il crollo della cultura africana causato dal dominio dei bianchi.
La freccia di Dio (The Arrow of God, 1964) riprende alcuni temi di Things Fall Apart; ancora ambientato in periodo coloniale, enfatizza il ruolo che Achebe attribuisce al cristianesimo come strumento di divisione e indebolimento della cultura ibo.
In Ormai a disagio (No Longer at Ease, 1960) e Un uomo del popolo (A Man of the People, 1966) Achebe sposta la propria indagine al presente, attaccando l'individualismo della cultura nigeriana post-coloniale. In No Longer at Ease il protagonista si scopre incapace di superare il tabù della differenza di casta e sposare la donna che ama e incapace di evitare la corruzione per pagare alla donna le spese dell'aborto, e in questo modo viene suo malgrado a essere la dimostrazione lampante dello stereotipo bianco del nero arretrato e disonesto. Un uomo del popolo (un best seller con milioni di copie vendute) narra di un ministro della cultura altrettanto ignorante e corrotto, e ciononostante popolarissimo presso la sua gente. La voce narrante (significativamente attribuita a un insegnante), pur esprimendo il proprio dissenso, non può che constatare il crollo degli antichi valori del villaggio.
Fra le opere più recenti di Achebe, particolare importanza ha I formicai della savana (Anthills of the Savannah, pubblicato in Italia anche col titolo Viandanti della storia), che si discosta dai precedenti per un più ampio spettro etnico dei personaggi e per un consistente ricorso al pidgin. Il romanzo aggiorna la riflessione politica sulla realtà post coloniale africana; non si tratta più solo di corruzione, ma anche delle spietate lotte per il potere tra élite prive di scrupoli e di rispetto per la vita delle persone comuni.

### Ayi Kwei Armah
L'opera del ghanese Ayi Kwei Armah, di poco successiva a quella di Achebe, si sviluppa attorno alla denuncia della corruzione e della brutalità dei regimi seguiti all'indipendenza. Nella società descritta da The Beautiful Ones Are Not Yet Born (1968), ogni gruppo di potere corrotto che viene scalzato lascia semplicemente il proprio posto a un successore non meno corrotto e violento. Nel successivo Fragments, il protagonista tornato nel suo paese, divenuto indipendente, è talmente umiliato da perdere la ragione. Entrambe le opere dipingono il disgusto dell'autore per la società ghanese moderna con tinte estremamente forti: sono frequenti i ricorsi a metafore scatologiche, ed è netta l'allusione alla schizofrenia come unica possibile condizione mentale dei ghanesi costretti a vivere nel mondo di doppia cultura e doppi valori lasciato dal colonialismo.
Two Thousands Seasons (1973) e The Healers (1978) riprendono gli stessi temi in chiave storico-mitica, ripercorrendo la storia dell'Africa come vittima dell'imperialismo arabo prima ed europeo poi. The Healers, in particolare, ricostruisce la caduta dell'Impero degli Ashanti di fronte agli inglesi.

### Ngugi wa Thiong'o
In Kenya, il periodo successivo all'indipendenza ebbe una storia del tutto peculiare, soprattutto in seguito alla rivolta dei Mau-Mau. Il travaglio di questo paese fu raccontato dallo scrittore Ngugi wa Thiong'o. L'opera di Ngugi è dichiaratamente (talvolta quasi didatticamente) marxista, e indica al popolo keniota la difesa della proprietà collettiva della terra come strumento fondamentale di riscatto.
I suoi due primi romanzi Weep Not, Child (1964) e The River Between (1965) riflettono l'idealismo dell'autore e l'incertezza sul futuro del suo paese. La rivolta dei Mau Mau è il tema centrale del successivo A Grain of Wheat (1967), da molti considerato il capolavoro di N'Gugi. Il romanzo descrive una società in cui il tradimento e la falsità sono la norma, predicando allo stesso tempo, con toni epici ed eroici, l'attaccamento alla terra e l'ineluttabilità della rivolta. Il "chicco di grano" del titolo è un riferimento a San Paolo: il chicco di grano, con la sua morte, farà nascere una nuova spiga. L'eroismo dei Mau Mau di A Grain of Wheat si ritrova in altri personaggi di N'Gugi, come Dedan Kimathi (protagonista di The Trial of Dedan Kimathi, 1976, scritto con Micere Githae Mugo), Matigari, eroe dell'omonimo romanzo del 1987, o il villaggio di In Petals of Blood (1977).
N'Gugi si distingue da altri autori della letteratura africana del Novecento anche per aver deciso di scrivere alcune delle sue opere in lingua gikuyu, la sua lingua madre. All'uso della lingua natia si accompagnano non raramente temi particolarmente forti da un punto di vista politico; un esempio è il dramma Ngaahika ndeenda, che valse a N'Gugi il carcere.

### Nuruddin Farah
Per Nuruddin Farah, nato in Somalia nel 1945, il problema linguistico era particolarmente forte. Date le vicissitudini coloniali della Somalia, Farah aveva dovuto imparare a leggere arabo, amarico, inglese e italiano; mentre non esisteva una lingua somala scritta (sarebbe nata solo nel 1972).
Il romanzo d'esordio, From a Crooked Rib (1970), è un sorprendente ritratto di una donna che si ribella alla tradizione; viene considerato come uno dei più penetranti romanzi sulla condizione femminile in Africa. Significativo è anche Sweet and Sour Milk (1979), che muove dall'indagine "poliziesca" del protagonista sulla morte del fratello per trattare poi della cultura somala, e della sua tradizione orale. In forte relazione con la tradizione orale somala, infatti, Farah fa un ampio uso della contaminazione di diversi generi, della diglossia e di altre forme di sperimentazione linguistica fino al riferimento alla poesia coranica (in Close Sesame, 1983).
L'atteggiamento di Farah rispetto alla tradizione, nonostante i frequenti omaggi stilistici, è fortemente critico, come emerge dalle sue opere sulla condizione della donna africana (oltre al già citato Crooked Rib, anche Sardines, 1981). Tuttavia, non meno violento Farah fu nei confronti della dittatura di Siad Barre, che lo costrinse all'esilio nel 1974.

### Phaswane Mpe
Phaswane Mpe, che è morto 34 anni, è stato uno dei giovani romanzieri più promettenti del Sudafrica. Il suo lavoro di debutto, Welcome To Our Hillbrow (2001), fu il primo a registrare gli enormi cambiamenti che hanno trasformato le città del Sudafrica negli ultimi 10 anni: la lotta dei neri sudafricani per creare un'identità post-apartheid dopo il crollo delle vecchie gerarchie razziali, un processo complicato dall'arrivo da altre parti del continente di migliaia di neri africani, che spesso erano più sicuri e meglio istruiti. Mpe apparteneva alla generazione che è cresciuta con le umiliazioni e le privazioni dell'apartheid e avrebbe dovuto godere dei frutti della libertà in democrazia. Al contrario, fu di fronte a nuovi mali sociali: disoccupazione, povertà e HIV.

### Altri autori
Uno dei più validi scrittori nigeriani affermatisi negli anni ottanta, Ken Saro-Wiwa (1945-1995), fu assassinato dal regime. Il suo Sozaboy (1985), che linguisticamente aveva colpito per il suo "rotten English" ("inglese marcio"), racconta in prima persona le vicende di un giovane soldato nella guerra civile (1967-1970), con un taglio picaresco in cui attraverso la comicità viene denunciata la follia della guerra. Nei lavori successivi, Prisoners of Jebs (1988) e Pita Dumbrok's Prison (1991), Saro-Wiwa aveva messo in luce il disperante livello di disgregazione della società nigeriana.
Di genere epico è la letteratura del sudafricano Mazisi Kunene, che con il poema Emperor Shaka the Great (1979), paragonato dai critici all'Iliade, raggiunse il successo internazionale e la traduzione in tante lingue. Kunene prese spunto dalla tradizione orale della letteratura zulu per disegnare poemi riguardanti la storia zulu ed il loro pensiero, ma anche celebranti i valori e gli aneliti dell'intera Africa.
Ben Okri è un altro brillante scrittore nigeriano, fuggito dal regime e residente a Londra. L'opera che lo ha fatto conoscere dalla critica è La via della fame (The Famished Roads, 1991), una rappresentazione surreale e onirica della società nigeriana, vista attraverso gli occhi di un abiku, un bambino tornato dal mondo dei morti (figura tradizionale della cultura yoruba). Se La via della fame si può ricondurre al realismo magico, altre opere di Okri sono più convenzionali; un esempio è Dangerous Love (1996, riscrittura del romanzo giovanile The Landscapes Within).
Vicini al realismo magico sono anche i romanzi ghanesi Search Sweet Country (1986) e Woman of the Aeroplanes (1988) di Kojo Laing, Comes the Voyager at Last (1991) di Kofi Awoonor e Last Harmattan of Alusine Dunbar (1990) di Syl Cheney-Cooker; quest'ultimo esplicitamente riconosce l'influenza sulla propria opera di Gabriel García Márquez. Cheney-Cooker, apprezzato poeta e autore di diverse raccolte di versi, è un discendente degli schiavi liberati che nel XVIII secolo popolarono Freetown, capitale della Sierra Leone. Con The Last Harmattan Cheney-Cooker ha inteso dare alla Sierra Leone il primo vero romanzo, ripercorrendone la storia post-coloniale con toni epici; protagonisti sono un gruppo di ex schiavi che tornano nel paese e si devono confrontare (loro che ormai parlano quasi solo inglese) con le etnie locali ancora radicate nel territorio. L'incontro avviene nel contesto di una realtà in cui si confondono natura e magia, vita e morte, passato e presente. La scrittrice ghanese Amma Darko descrive nei suoi romanzi la vita quotidiana delle donne del suo paese. L'ultimo romanzo Not without Flowersì è stato pubblicato nel 2006.
Ancora la violenza del mondo coloniale e postcoloniale è il tema centrale dell'opera dello zimbabwense Dambuzdo Marechera (1952-1987), autore di una narrativa inquietante e sperimentale sul piano linguistico e stilistico.

### Teatro
Il teatro africano è ancora poco noto in occidente, nonostante si occupi di tematiche sociali, politiche, psicologiche e storiche di notevole rilievo. Tali temi sono trattati generalmente da un punto di viste che include elementi derivati dalla mitologia, dalla tradizione orale e dalle religioni tradizionali africane. Come per altri generi letterari africani, la vastità geografica del territorio e le notevili diversità storico-culturali ed etniche, una trattazione omogenea delle caratteristiche del teatro africano è certamente difficile. È comunque possibile suddividere il teatro africano in alcune fasi storiche: tradizionale, coloniale, postcoloniale e contemporaneo.

#### Il teatro tradizionale
In Africa esiste un'ampia gamma di tradizioni teatrali accostabili grazie ad alcune tendenze comuni, come la scarsa incidenza dei testi, del copione e delle strutture tradizionali classiche, e invece la rilevanza dell'oralità, dei riti, dei miti, delle danze, e della musicalità; tipiche sono le rappresentazioni in costume e in maschera e i tentativi di annullare la separazione tra spettatori e scena. Durante il XVI secolo si svilupparono i primi spettacoli organizzati da compagnie di praticanti professionisti come quella degli Alarinjo, nel regno Yoruba (ora Nigeria), in massima parte a sfondo religioso e mitologico.

#### Il teatro coloniale
Nel periodo coloniale l'influenza dei missionari mutò alcuni aspetti del teatro, rendendo le rappresentazioni sempre più vicine al messaggio cristiano e alle sacre scritture, grazie a riadattamenti di drammi biblici, e questo spesso a scapito di elementi originari africani come la danza. In questo periodo storico sono state però realizzate anche opere "impegnate" non di orientamento religioso, spesso legate al tema dell'ingiustizia sociale che è comune a tutte le forme letterarie africane coloniali e postcoloniali. Un esempio in questo senso è dato dai lavori della compagnia itinerante nigeriana di Hubert Ogunde. Non mancarono le recite a sfondo politico-satirico, che criticavano la nuova aristocrazia africana rinnegante le tradizioni a favore degli usi e costumi europei, come nel caso dell'opera del ghanese Kobina Sekyi del 1915.

#### Il teatro postcoloniale e contemporaneo
L'indipendenza degli stati africani ha consentito la nascita di una nuova classe dirigente (così come di una nuova classe media) e ha portato a una svolta nel teatro africano, introducendo nuove soluzioni basate sulla commistione fra la tradizione locale e le strutture europee. Anche in questo caso, come per il romanzo, la nuova situazione politica è stata uno dei temi predominanti, affrontato spesso con intento critico, altre volte in forma di elogio per i nuovi sistemi di potere. Tra gli autori più apprezzati e più noti anche a livello internazionale si possono citare il Premio Nobel nigeriano Wole Soyinka, l'ugandese Robert Serumaga e la ghanese Efua Sutherland. In questa fase storica rilevanti sono state le collaborazioni in Sudafrica di artisti bianchi e neri, sfidanti l'ancora vigente apartheid, e la nascita di temi e contenuti legati ai problemi sociali e quotidiani.

#### Wole Soyinka
Il nigeriano Wole Soyinka, Premio Nobel per la letteratura nel 1986, è considerato il più importante drammaturgo africano. Dopo aver studiato a Leeds e lavorato al Royal Court Theatre di Londra, Soyinka tornò in Nigeria nel 1960 e diede vita a una forma teatrale innovativa contaminando la tradizione occidentale e quella popolare nigeriana e yoruba e unendo le ritualità africane e le soluzioni metateatrali del teatro occidentale moderno. Fra le sue opere teatrali più celebri si possono citare Death and the King's Horsman (1975) e A Play of Giants (1984).
Fra le opere letterarie non teatrali di Soyinka particolarmente celebre è il romanzo autobiografico Akè (1981), che ripercorre la sua infanzia fra tradizione yoruba e modelli occidentali. Altre opere precedenti, come The Interpreters (1965) e Season of Anomy (1973), affrontano il problema dell'evoluzione della società nigeriana, sebbene con toni sempre più temperati di quelli di Achebe o Armah. In The Interpreters, un gruppo di intellettuali yoruba si interroga sul presente, con poca fiducia sulle capacità delle giovani generazioni. In Season of Anomy, scritto durante la guerra civile (Soyinka restò due anni in carcere), si confrontano un cauto riformismo e una inaffidabile volontà rivoluzionaria. Dopo oltre quarant'anni dalla pubblicazione del suo ultimo romanzo, Akè (1981), Soyinka ritorna al genere narrativo con il romanzo Chronicles from the land of the happiest people on earth (2021), Cronache della terra dei più felici al mondo (pubblicato in Italia nel 2023).

#### Altri autori di teatro
Il teatro africano in lingua inglese si muove in genere nella direzione tracciata da Soyinka, con una commistione creativa di modelli teatrali occidentali e forme di spettacolo africane; si possono citare in questo senso Femi Osofisan, Ola Rotimi, e gli artisti che operarono presso lo Mbari Club di Ibadan.

### Poesia
La poesia africana in lingua inglese è quasi sempre caratterizzata dalla sperimentazione linguistica e stilistica e dalla contaminazione fra la cultura poetica britannica e la tradizione dei canti africani. I poeti che hanno dato contributi particolarmente significativi in questo senso vengono in genere classificati come autori della alter-native tradition ("tradizione alter-nativa") africana, dove "nativo" si riferisce non solo al recupero del folklore e della lingua nativa ma anche, come nel caso dei romanzieri, all'interpretazione tradizionale del ruolo sociale del poeta come voce e maestro della sua gente. Anche in questo caso si trova una forte enfasi sulla denuncia politica.
Il primo autore di rilievo è probabilmente il nigeriano Gabriel Okara, i cui primi versi furono pubblicati sulla rivista Black Orpheus nel 1957. Okara trae alcuni elementi dalla poesia romantica inglese, unendoli alla tradizione linguistica e culturale del proprio popolo. La sua opera più nota è la raccolta The Fisherman's Invocation (1978).
Assai più complessa fu l'opera di Christopher Okigbo (1932-1967), artefice di una sofisticata ibridazione di retorica classica, poesia modernista e folklore ibo. I suoi versi affrontano temi di natura religiosa (cristianesimo e religione africana), politica, psicologica e culturale. L'opera più importante di Okigbo è probabilmente Labyrints, with Path of Thunder (1971), pubblicato postumo (Okigbo fu ucciso nel corso della guerra civile), strutturata in due parti: in Labyrints prevalgono aspetti più personali, seppur collegati al contesto sociale, mentre in Path of Thunder l'accento è sui mali endemici della politica nigeriana.
Tra i poeti della stessa generazione vanno citati J. P. Clark (1935-2020), anch'egli nigeriano, autore di un verso più facile ma di notevole presa emotiva, spesso ricorrente ai modi della favola e della cronaca; e Kofi Awoonor (1935), ghanese, che attinge ampiamente al canto popolare dell'etnia Ewe.
Altri poeti noti nel filone della alter-native tradition sono Tanure Ojaide, Odia Ofeimun, Niyi Osundare e Jack Mapanje, poeta del Malawi (anch'egli fra coloro che scontarono con il carcere il suo impegno politico).
Un caso a parte è rappresentato dal poeta ugandese Okot p'Bitek (1931-1982), la cui opera è volta soprattutto a valorizzare la cultura (soprattutto il folklore) dell'etnia Acoli attraverso la pubblicazione in inglese.

## Principali opere
- Chinua Achebe, Il crollo (Things Fall Apart) (Nigeria)
- Gracy Ukala, Dizzy Angel (Nigeria)
- Daniel Olorunfemi Fagunwa, The Forest of a Thousand Demons (Nigeria)
- Mariama Bâ, Une si longue lettre (Senegal)
- Ousmane Sembène, Xala (Senegal)
- Ngugi wa Thiong'o, Un chicco di grano (A Grain of Wheat) (Kenya)
- Benjamin Sehene, Le Feu sous la Soutane (Ruanda)
- Thomas Mofolo, Chaka (Sudafrica)
- Tsitsi Dangarembga, Nervous Conditions (Zimbabwe)
- Dambudzo Marechera, The House of Hunger (Zimbabwe)
- Yvonne Vera, Butterfly Burning (Zimbabwe)
- Mia Couto, Terra Sonâmbula (Mozambico)
- Phaswane Mpe, Welcome To Our Hillbrow (Sudafrica)

## Principali scrittori
- Chinua Achebe (Nigeria)
- Kofi Anyidoho (Ghana)
- Ayi Kwei Armah (Ghana)
- Dennis Brutus (Sudafrica)
- Cyprian Ekwensi (Nigeria)
- Olaudah Equiano (Nigeria?)
- Nuruddin Farah (Somalia)
- Amadou Hampâté Bâ (Mali)
- Phaswane Mpe (Sudafrica)
- Christopher Okigbo (Nigeria)
- Lenrie Peters (Gambia)
- Ken Saro-Wiwa (Nigeria)
- Wole Soyinka (Nigeria)
- Ngugi wa Thiong'o (Kenya)
- Amos Tutuola (Nigeria)
- Gracy Ukala (Nigeria)
- Chika Unigwe (Nigeria)
- Leopold Sedar Senghor (Senegal)